# 구마유시
구마유시(본명: 이민형, 2002년 2월 6일~)는 대한민국의 리그 오브 레전드 프로게이머로 포지션은 AD 캐리이다. 닉네임은 Gumayusi이며 T1(2019. 11.~)에서 활동하고 있다. 스타크래프트 II 프로게이머인 이신형의 친동생으로 알려져 있다.

## 선수 생활
아마추어 시절 2017년 대통령배 아마추어 e스포츠 대회에서 바텀 라이너로 전국 아마추어 e스포츠 대회와 IESF e스포츠 월드 챔피언십에서 우승을 거두었다. 또한 KeG 서울 소속으로 케스파컵에 참가했다.
2018년 12월, SK텔레콤 T1의 루키즈에 입단했다. 2019년 11월 26일, 1군 로스터로 콜업되었다. 2020 스프링과 서머 시즌에는 출전을 하지 못했으나 2020년 9월 8일에 치러진 아프리카 프릭스와의 롤드컵 선발전 경기에서 프로 데뷔전을 치렀다.
2021년 1월 15일에 치러진 DWG KIA와의 스프링 1주차 경기에서 펜타킬을 기록했다. 시즌 초반에는 테디를 밀어내고 주전으로 출전했지만, 후반부에서는 테디에 밀려 출전하지 못했다. 서머 시즌에서는 초반 테디에 밀려 출전을 기록하지 못했다. 하지만 시즌 중반부부터 주전으로 출전하기 시작하면서 팀의 포스트시즌 진출에 기여했다. 리그 오브 레전드 월드 챔피언십 2021에서는 로스터에 포함되면서 참가했다. 롤드컵 기간 동안 팀의 주전 원딜로 낙점되었으며 팀의 4강 진출에 기여했다.
2022시즌을 앞두고 주전 경쟁자였던 테디가 팀을 떠나면서 팀의 주전 원딜러로 낙점되었다. 스프링 시즌 동안 구마유시는 압도적인 모습을 보여주면서 팀의 정규리그 전승을 이끌었다. 이런 활약상으로 정규시즌 종료 이후 구마유시는 올프로 퍼스트팀에 선정되었다. 이후 치러진 스프링 시즌 결승전에서 Gen.G를 상대로 3-1로 승리하면서 LCK 우승을 기록했다.

## 여담
중학교 3학년의 나이에 리그 오브 레전드에서 챌린저를 달성했을 정도로 엄청난 롤 재능을 지녔고 특히 시즌 9 프리 시즌에서 챌린저 1698점까지 기록하면서 타잔에 이은 솔로 랭크 에이스의 면모를 보여주기도 했다.
현재 같은 팀에서 활동하고 있는 케리아와는 상당한 친분이 있는 것으로도 알려져 있다.

## 소속팀
| # | 팀명 | 소속 기간      | 소속 리그 | 비고 |
| - | ---- | -------------- | --------- | ---- |
| 1 | T1   | 2019. 11. 26.~ | LCK       |      |

## 수상 내역

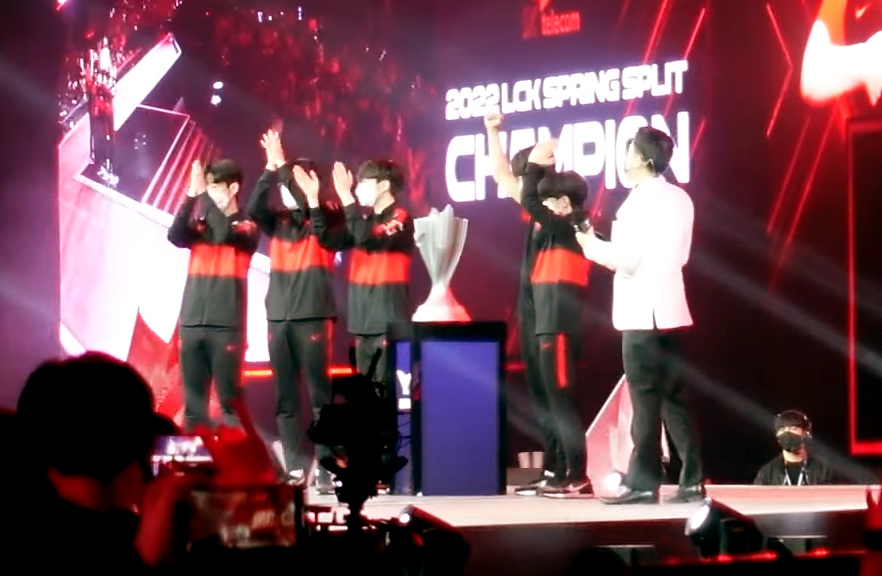
2022 LCK 스프링 전승 우승 사진.

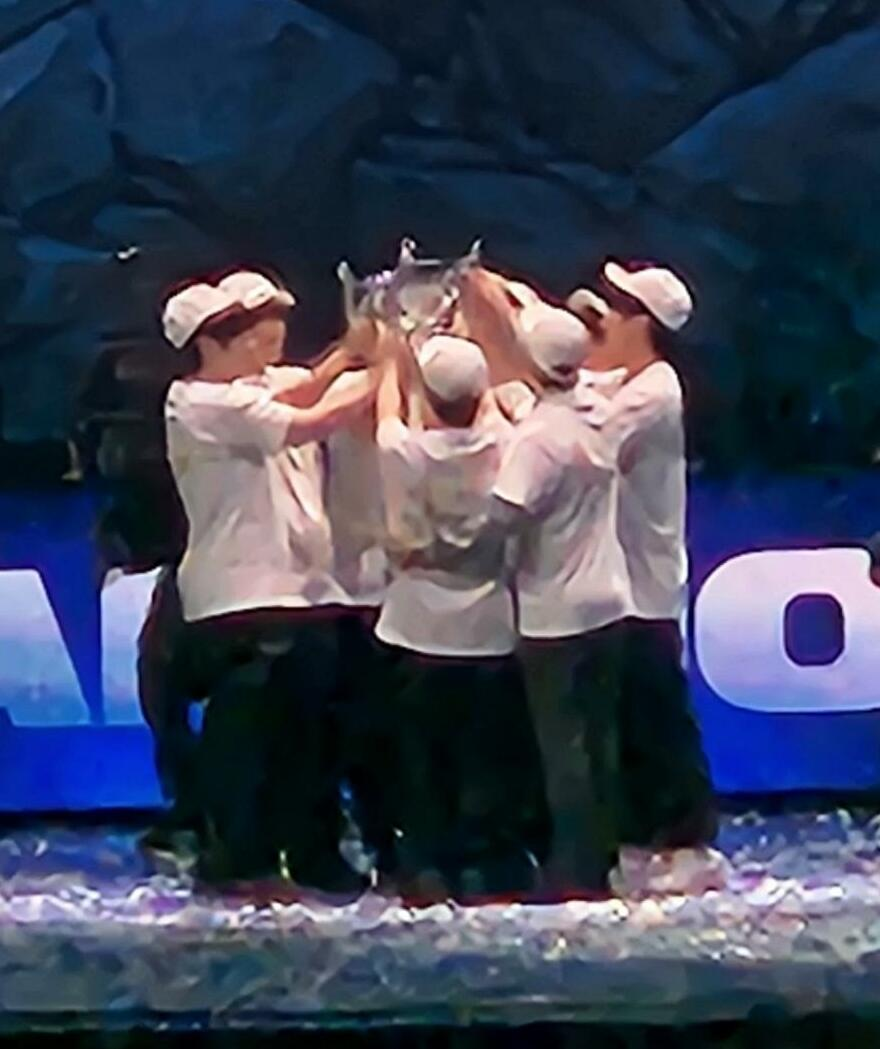
2023 월드 챔피언십 우승 사진.

### 2018
- KeG Championship 2018 우승 (KeG 서울)
- IeSF 10th Esports World Championship 우승 (대한민국)

### 2020
- 2020 리그 오브 레전드 챔피언스 코리아 스프링 우승 (T1)

### 2021
- 2021 리그 오브 레전드 챔피언스 코리아 서머 준우승

### 2022
- 2022 리그 오브 레전드 챔피언스 코리아 스프링 우승 (T1)
- 2022 리그 오브 레전드 챔피언스 코리아 스프링 All-Pro 퍼스트팀
- 미드 시즌 인비테이셔널 2022 준우승
- 2022 리그 오브 레전드 챔피언스 코리아 서머 준우승
- 리그 오브 레전드 월드 챔피언십 2022 준우승
- 2022 LCK 어워드 우리WON뱅킹 골드킹 상
- 2022 e-스포츠 명예의 전당 스타즈
- e-스포츠 명예의 전당 히어로즈

### 2023
- 2023 리그 오브 레전드 챔피언스 코리아 스프링 All-Pro 퍼스트팀
- 2023 리그 오브 레전드 챔피언스 코리아 스프링 준우승
- 2023 리그 오브 레전드 챔피언스 코리아 서머 준우승
- 리그 오브 레전드 월드 챔피언십 2023 우승 (T1)

#### 2024
- 리그 오브 레전드 챔피언스 코리아 스프링 2024 All-Pro 서드팀(T1)
- 리그 오브 레전드 챔피언스 코리아 스프링 2024 준우승(T1)
- 이스포츠 월드컵 2024 우승 (T1)
- 리그 오브 레전드 월드 챔피언십 2024 우승 (T1)

### 2025
- 미드 시즌 인비테이셔널 2025 준우승

## 방송 출연 이력
- 2024년 JTBC 《아는형님》

## 영화 출연 이력
- 2024년 《레드불 T1 다큐멘터리: 함께 날아오르다》